# Bacteria grossetuberculata
Bacteria grossetuberculata är en insektsart som först beskrevs av Brunner von Wattenwyl 1907.  Bacteria grossetuberculata ingår i släktet Bacteria och familjen Diapheromeridae. Inga underarter finns listade.